# Elecciones parlamentarias de Perú de 1990
Las elecciones parlamentarias de Perú de 1990 se llevaron a cabo el 8 de abril de 1990 para elegir a los representantes ante el Congreso de la República, compuesto por 180 escaños en la Cámara de Diputados representativos de 26 distritos electorales y 60 escaños en el Senado representativos de un distrito nacional único, en conjunto con la elección del presidente y vicepresidentes de la República para el periodo 1990-1995. Fueron convocadas por el presidente Alan García mediante Decreto Supremo Nº 057-89-PCM (28 de julio de 1989).

## Sistema electoral
El Congreso de la República del Perú está concebido como un sistema bicameral imperfecto. Ambas cámaras mantienen la facultad legislativa pero la Cámara de Diputados tiene mayor poder legislativo que el Senado, con la atribución exclusiva de interpelar, censurar y negar confianza al presidente del Consejo de Ministros o a los ministros por separado. No obstante, el Senado posee algunas funciones exclusivas (aunque limitadas en número) no sujetas a la aprobación de la Cámara de Diputados.
La votación se realiza en base al sufragio universal, que comprende a todos los ciudadanos nacionales mayores de dieciocho años, empadronados y residentes en el país o en el extranjero y en pleno goce de sus derechos políticos. Para ser elegido diputado, es requerido ser peruano de nacimiento, haber cumplido veinticinco años y gozar del derecho de sufragio. Para ser elegido senador, es requerido ser peruano de nacimiento, haber cumplido treinta y cinco años y gozar del derecho de sufragio. Existe la reelección inmediata para el mismo cargo. Los candidatos a presidente y vicepresidentes de la República pueden postular a senador o diputado.
Para la Cámara de Diputados, se eligen 180 escaños mediante el método de la cifra repartidora con el método d'Hondt y una lista abierta con voto preferencial opcional. Los escaños se asignan a las circunscripciones, correspondientes a los departamentos del Perú, la provincia de Lima, las demás provincias del departamento de Lima y la provincia constitucional del Callao. Se asigna a cada circunscripción electoral un representante y se distribuye los escaños restantes en forma proporcional al número de electores, salvo la provincia de Lima, que escoge de manera fija a 40 diputados. Como resultado de la asignación antes mencionada, a cada circunscripción le correspondieron los siguientes escaños:
| Escaños | Distritos electorales                                       |
| ------- | ----------------------------------------------------------- |
| 40      | Lima                                                        |
| 11      | La Libertad, Piura                                          |
| 10      | Cajamarca, Junín                                            |
| 9       | Áncash, Arequipa, demás provincias del departamento de Lima |
| 8       | Cusco, Lambayeque, Puno                                     |
| 7       | Callao                                                      |
| 6       | Ica                                                         |
| 5       | Loreto                                                      |
| 4       | Ayacucho, Huánuco                                           |
| 3       | Amazonas, Apurímac, Huancavelica, San Martín                |
| 2       | Pasco, Tacna, Ucayali                                       |
| 1       | Madre de Dios, Moquegua, Tumbes                             |

Para el Senado, se eligen 60 escaños mediante el método de la cifra repartidora con el método d'Hondt y una lista abierta con voto preferencial opcional. Los escaños se asignan a las regiones, pero hasta su formación se elegirán mediante distrito electoral nacional único.

## Composición parlamentaria
Las siguientes tablas muestran la composición del Congreso de la República electo en 1985:
| Grupos parlamentarios | Grupos parlamentarios                            | Partidos | Partidos | Esc. | Total |
| --------------------- | ------------------------------------------------ | -------- | -------- | ---- | ----- |
|                       | Grupo Parlamentario Célula Parlamentaria Aprista |          | APRA     | 105  | 107   |
|                       | Grupo Parlamentario Célula Parlamentaria Aprista | SODE     | 1        |      | 107   |
|                       | Grupo Parlamentario Célula Parlamentaria Aprista | PDC      | 1        |      | 107   |
|                       | Grupo Parlamentario Izquierda Unida              |          | UNIR     | 15   | 48    |
|                       | Grupo Parlamentario Izquierda Unida              | PUM      | 12       |      | 48    |
|                       | Grupo Parlamentario Izquierda Unida              | PCP      | 7        |      | 48    |
|                       | Grupo Parlamentario Izquierda Unida              | PCR      | 2        |      | 48    |
|                       | Grupo Parlamentario Izquierda Unida              | PSR      | 2        |      | 48    |
|                       | Grupo Parlamentario Izquierda Unida              | FOCEP    | 1        |      | 48    |
|                       | Grupo Parlamentario Izquierda Unida              | IND      | 9        |      | 48    |
|                       | Grupo Parlamentario Convergencia Democrática     |          | PPC      | 10   | 12    |
|                       | Grupo Parlamentario Convergencia Democrática     | MBH      | 2        |      | 12    |
|                       | Grupo Parlamentario Acción Popular               |          | AP       | 10   | 10    |
|                       | Grupo Parlamentario FRENATRACA                   |          | FNTC     | 1    | 1     |
|                       | Independientes                                   |          | IND      | 2    | 2     |

| Grupos parlamentarios | Grupos parlamentarios                            | Partidos | Partidos | Esc. | Total |
| --------------------- | ------------------------------------------------ | -------- | -------- | ---- | ----- |
|                       | Grupo Parlamentario Célula Parlamentaria Aprista |          | APRA     | 30   | 32    |
|                       | Grupo Parlamentario Célula Parlamentaria Aprista | SODE     | 1        |      | 32    |
|                       | Grupo Parlamentario Célula Parlamentaria Aprista | PDC      | 1        |      | 32    |
|                       | Grupo Parlamentario Izquierda Unida              |          | PUM      | 5    | 15    |
|                       | Grupo Parlamentario Izquierda Unida              | UNIR     | 2        |      | 15    |
|                       | Grupo Parlamentario Izquierda Unida              | PCP      | 2        |      | 15    |
|                       | Grupo Parlamentario Izquierda Unida              | PSR      | 2        |      | 15    |
|                       | Grupo Parlamentario Izquierda Unida              | FOCEP    | 1        |      | 15    |
|                       | Grupo Parlamentario Izquierda Unida              | PADIN    | 1        |      | 15    |
|                       | Grupo Parlamentario Izquierda Unida              | IND      | 2        |      | 15    |
|                       | Grupo Parlamentario Convergencia Democrática     |          | PPC      | 4    | 7     |
|                       | Grupo Parlamentario Convergencia Democrática     | MBH      | 1        |      | 7     |
|                       | Grupo Parlamentario Convergencia Democrática     | IND      | 2        |      | 7     |
|                       | Grupo Parlamentario Acción Popular               |          | AP       | 5    | 5     |
|                       | Grupo Parlamentario FRENATRACA                   |          | FNTC     | 1    | 1     |

## Partidos y líderes
A continuación se muestra una lista de los principales partidos y alianzas electorales que participaron en las elecciones:
| Candidatura | Candidatura | Partidos y alianzas | Líderes | Líderes                     | Ideología                                                        | Resultado previo | Resultado previo | Resultado previo | Resultado previo |
| Candidatura | Candidatura | Partidos y alianzas | Líderes | Líderes                     | Ideología                                                        | Votos (%)        | Dip.             | Sen.             |                  |
| ----------- | ----------- | --- | ------- | --------------------------- | ---------------------------------------------------------------- | ---------------- | ---------------- | ---------------- | ---------------- |
|             | APRA        | Lista - Partido Aprista Peruano (APRA) |         | Alan García Pérez           | Aprismo                                                          | 50.03%           | 105              | 30               |                  |
|             | IU          | Lista - Izquierda Unida (IU) – Frente Obrero Campesino Estudiantil y Popular (FOCEP) – Partido Comunista Peruano (PCP) – Partido Unificado Mariateguista (PÚM) – Unión de Izquierda Revolucionaria (UNIR)                                                            |         | Henry Pease García-Yrigoyen | Marxismo-leninismo Mariateguismo Comunismo                       | 24.40%           | 45               | 10               |                  |
|             | IS          | Lista - Izquierda Socialista (IS) – Acuerdo Socialista de Izquierda (ASI) – Partido Comunista Revolucionario (PCR) – Partido Socialista Revolucionario (PSR) – Convergencia Socialista (CS) – Movimiento Socialista Peruano (MSP) – Partido Demócrata Cristiano (DC) |         | Alfonso Barrantes Lingán    | Mariateguismo Socialismo democrático                             | 24.40%           | 3                | 5                |                  |
|             | FREDEMO     | Lista - Frente Democrático (FREDEMO) – Acción Popular (AP) – Partido Popular Cristiano (PPC) – Movimiento Libertad (Libertad) – Solidaridad y Democracia (SODE) |         | Mario Vargas Llosa          | Liberalismo económico Humanismo cristiano Conservadurismo social | 8.43%            | 21               | 10               |                  |
|             | FNTC        | Lista - Frente Nacional de Trabajadores y Campesinos (FNTC) |         | Roger Cáceres Velásquez     | Nacionalismo de izquierda Tahuantinsuyismo                       | 1.90%            | 1                | 1                |                  |
|             | MBH         | Lista - Movimiento de Bases Hayistas (MBH) |         | Andrés Townsend Ezcurra     | Socialdemocracia Conservadurismo social                          | Nuevo            | Nuevo            | Nuevo            |                  |
|             | C90         | Lista - Cambio 90 (C90) |         | Alberto Fujimori Fujimori   | Partido atrapalotodo                                             | Nuevo            | Nuevo            | Nuevo            |                  |
|             | FIM         | Lista - Frente Independiente Moralizador (FIM) |         | Fernando Olivera Vega       | Reformismo                                                       | Nuevo            | Nuevo            | Nuevo            |                  |

## Resultados

### Cámara de Diputados
| |                                                               |              |              |              |         |         |
| Partidos y coaliciones                                                                                 | Partidos y coaliciones                                        | Voto popular | Voto popular | Voto popular | Escaños | Escaños |
| Partidos y coaliciones                                                                                 | Partidos y coaliciones                                        | Votos        | %            | ±pp          | Total   | +/−     |
| | Frente Democrático (AP–PPC–SODE–Libertad)                     | 1,561,291    | 30.03        | n/a          | 62      | +40     |
| | Partido Aprista Peruano (APRA)                                | 1,288,461    | 24.78        | –25.25       | 53      | –54     |
| | Cambio 90 (C90)                                               | 879,949      | 16.92        | Nuevo        | 32      | +32     |
| | Izquierda Unida (IU)                                          | 510,557      | 9.82         | –14.58       | 16      | –32     |
| | Frente Independiente Moralizador (FIM)                        | 309,263      | 5.91         | Nuevo        | 7       | +7      |
| | Izquierda Socialista (IS)                                     | 272,591      | 5.24         | Nuevo        | 4       | +4      |
| | Frente Nacional de Trabajadores y Campesinos (FNTC)1          | 126,067      | 2.42         | +0.52        | 3       | +2      |
| | Frente Popular Agrícola del Perú (Frepap)                     | 63,450       | 1.22         | Nuevo        | 0       | ±0      |
| | Unión Cívica Independiente                                    | 33,819       | 0.65         | Nuevo        | 0       | ±0      |
| | Movimiento Regionalista Loreto                                | 24,854       | 0.48         | +0.23        | 1       | +1      |
| | Frente Tacneñista                                             | 17,642       | 0.34         | Nuevo        | 1       | +1      |
| | Lista Independiente Acuerdo Popular                           | 14,547       | 0.28         | Nuevo        | 1       | +1      |
| | Movimiento Independiente en Acción                            | 12,614       | 0.24         | Nuevo        | 0       | ±0      |
| | Unión Nacional Odriísta (UNO)                                 | 10,413       | 0.20         | n/a          | 0       | ±0      |
| | Unión Democrática                                             | 7,738        | 0.15         | Nuevo        | 0       | ±0      |
| | Frente Independiente Nacionalista                             | 6,106        | 0.12         | Nuevo        | 0       | ±0      |
| | Movimiento de Bases Hayistas (MBH)                            | 5,607        | 0.11         | n/a          | 0       | ±0      |
| | Movimiento de Reconstrucción Nacional                         | 5,588        | 0.11         | Nuevo        | 0       | ±0      |
| | Frente Independiente Democrático                              | 4,780        | 0.09         | Nuevo        | 0       | ±0      |
| | Movimiento Social Independiente                               | 4,348        | 0.08         | Nuevo        | 0       | ±0      |
| | Frente de Defensa de Lima - Provincias                        | 3,739        | 0.07         | Nuevo        | 0       | ±0      |
| | Frente Independiente de Retirados                             | 3,477        | 0.07         | Nuevo        | 0       | ±0      |
| | Región Chavín                                                 | 3,416        | 0.07         | Nuevo        | 0       | ±0      |
| | Alianza Democrática                                           | 3,416        | 0.06         | Nuevo        | 0       | ±0      |
| | Movimiento Independiente Frente Agrario Democrático Atusparia | 3,016        | 0.06         | Nuevo        | 0       | ±0      |
| | Movimiento Velasquista                                        | 2,228        | 0.04         | Nuevo        | 0       | ±0      |
| | Agrupación Política Independiente Cooperación Nacional        | 2,136        | 0.04         | Nuevo        | 0       | ±0      |
| | Lista Independiente de Trabajadores Socialistas               | 1,942        | 0.04         | Nuevo        | 0       | ±0      |
| | Movimiento Independiente Amazonense                           | 1,459        | 0.03         | Nuevo        | 0       | ±0      |
| | Unión Renovadora del Perú                                     | 1,312        | 0.03         | Nuevo        | 0       | ±0      |
| | Huascarán                                                     | 1,221        | 0.02         | Nuevo        | 0       | ±0      |
| | Unión Nacional Democrática                                    | 1,025        | 0.02         | Nuevo        | 0       | ±0      |
| | Unidos                                                        | 1,020        | 0.02         | Nuevo        | 0       | ±0      |
| | Vencedores de Ayacucho                                        | 985          | 0.08         | Nuevo        | 0       | ±0      |
| | Movimiento Regional Chalaco                                   | 925          | 0.02         | Nuevo        | 0       | ±0      |
| | Movimiento Independiente Solidaridad                          | 913          | 0.02         | Nuevo        | 0       | ±0      |
| | Movimiento de Integración para el Desarrollo de Huánuco       | 817          | 0.02         | Nuevo        | 0       | ±0      |
| | Movimiento Renovación Popular                                 | 772          | 0.01         | Nuevo        | 0       | ±0      |
| | Movimiento Renovador Porteño                                  | 735          | 0.01         | Nuevo        | 0       | ±0      |
| | Movimiento Democrático Independiente                          | 675          | 0.01         | Nuevo        | 0       | ±0      |
| | Movimiento Independiente Lambayecano                          | 671          | 0.01         | Nuevo        | 0       | ±0      |
| | Acuerdo Independiente para el Desarrollo Nacional             | 597          | 0.01         | Nuevo        | 0       | ±0      |
| | Movimiento Agrario Nor-Oriente                                | 578          | 0.01         | Nuevo        | 0       | ±0      |
| | Izquierda Andina Nacionalista                                 | 502          | 0.01         | Nuevo        | 0       | ±0      |
| | Movimiento Regional Ímpetu                                    | 398          | 0.01         | Nuevo        | 0       | ±0      |
| | Alianza Peruana Popular Independiente                         | 375          | 0.01         | Nuevo        | 0       | ±0      |
| | Partido PASOP                                                 | 357          | 0.01         | Nuevo        | 0       | ±0      |
| | Organización Democrática Independiente                        | 342          | 0.01         | Nuevo        | 0       | ±0      |
| | Avanzada Democrática de Integración                           | 332          | 0.01         | Nuevo        | 0       | ±0      |
| | Frente Cívico Independiente Fortaleza y Libertad              | 157          | 0.00         | Nuevo        | 0       | ±0      |
| | Partido Independiente Demócrata Socialista                    | 92           | 0.00         | Nuevo        | 0       | ±0      |
| |                                                               |              |              |              |         |         |
| Total                                                                                                  | Total                                                         | 5,199,103    |              |              | 180     | ±0      |
| |                                                               |              |              |              |         |         |
| Votos válidos                                                                                          | Votos válidos                                                 | 5,199,103    | 90.84        | +3.13        |         |         |
| Votos en blanco                                                                                        | Votos en blanco                                               | 193,663      | 3.38         | –3.33        |         |         |
| Votos nulos                                                                                            | Votos nulos                                                   | 330,517      | 5.78         | +0.20        |         |         |
| Votos emitidos                                                                                         | Votos emitidos                                                | 5,723,283    | 57.67        | –23.32       |         |         |
| Abstenciones                                                                                           | Abstenciones                                                  | 4,200,679    | 42.33        | +23.32       |         |         |
| Votantes registrados                                                                                   | Votantes registrados                                          | 9,923,962    |              |              |         |         |
| |                                                               |              |              |              |         |         |
| Fuente:                                                                                                |                                                               |              |              |              |         |         |
| Notas al pie: 1 Comparado con los resultados de Izquierda Nacionalista (IN) en las elecciones de 1985. |                                                               |              |              |              |         |         |
| Notas al pie:                                                                                          |                                                               |              |              |              |         |         |
| 1 Comparado con los resultados de Izquierda Nacionalista (IN) en las elecciones de 1985.               |                                                               |              |              |              |         |         |

| \| Voto popular \| Voto popular \| Voto popular \| Voto popular \| Voto popular \| \| -------------- \| -------------- \| ------------ \| ------------ \| ------------ \| \| \| \| \| \| \| \| Fredemo \| Fredemo \| \| 30.03 % \| 30.03 % \| \| APRA \| APRA \| \| 24.78 % \| 24.78 % \| \| C90 \| C90 \| \| 16.92 % \| 16.92 % \| \| IU \| IU \| \| 9.82 % \| 9.82 % \| \| FIM \| FIM \| \| 5.91 % \| 5.91 % \| \| IS \| IS \| \| 5.24 % \| 5.24 % \| \| Frenatraca \| Frenatraca \| \| 2.42 % \| 2.42 % \| \| Independientes \| Independientes \| \| 1.10 % \| 1.10 % \| \| Otros \| Otros \| \| 3.78 % \| 3.78 % \| |                |  |         |         |
| Voto popular |                |  |         |         |
| |                |  |         |         |
| Fredemo | Fredemo        |  | 30.03 % | 30.03 % |
| APRA | APRA           |  | 24.78 % | 24.78 % |
| C90 | C90            |  | 16.92 % | 16.92 % |
| IU | IU             |  | 9.82 %  | 9.82 %  |
| FIM | FIM            |  | 5.91 %  | 5.91 %  |
| IS | IS             |  | 5.24 %  | 5.24 %  |
| Frenatraca | Frenatraca     |  | 2.42 %  | 2.42 %  |
| Independientes | Independientes |  | 1.10 %  | 1.10 %  |
| Otros | Otros          |  | 3.78 %  | 3.78 %  |

| \| Escaños \| Escaños \| Escaños \| Escaños \| Escaños \| \| -------------- \| -------------- \| ------- \| ------- \| ------- \| \| \| \| \| \| \| \| Fredemo \| Fredemo \| \| 34.44 % \| 34.44 % \| \| APRA \| APRA \| \| 29.44 % \| 29.44 % \| \| C90 \| C90 \| \| 17.78 % \| 17.78 % \| \| IU \| IU \| \| 8.89 % \| 8.89 % \| \| FIM \| FIM \| \| 3.89 % \| 3.89 % \| \| IS \| IS \| \| 2.22 % \| 2.22 % \| \| Frenatraca \| Frenatraca \| \| 1.67 % \| 1.67 % \| \| Independientes \| Independientes \| \| 1.67 % \| 1.67 % \| |                |  |         |         |
| Escaños |                |  |         |         |
| |                |  |         |         |
| Fredemo | Fredemo        |  | 34.44 % | 34.44 % |
| APRA | APRA           |  | 29.44 % | 29.44 % |
| C90 | C90            |  | 17.78 % | 17.78 % |
| IU | IU             |  | 8.89 %  | 8.89 %  |
| FIM | FIM            |  | 3.89 %  | 3.89 %  |
| IS | IS             |  | 2.22 %  | 2.22 %  |
| Frenatraca | Frenatraca     |  | 1.67 %  | 1.67 %  |
| Independientes | Independientes |  | 1.67 %  | 1.67 %  |

### Senado
| |                                                            |              |              |              |         |         |
| Partidos y coaliciones | Partidos y coaliciones                                     | Voto popular | Voto popular | Voto popular | Escaños | Escaños |
| Partidos y coaliciones | Partidos y coaliciones                                     | Votos        | %            | ±pp          | Total   | +/−     |
| | Frente Democrático1 (Movimiento Libertad–PPC–AP)           | 1,772,953    | 32.06        | n/a          | 20      | +10     |
| | Partido Aprista Peruano (APRA)                             | 1,387,931    | 25.09        | –26.19       | 16      | –16     |
| | Cambio 90 (C90)                                            | 1,200,459    | 21.71        | Nuevo        | 14      | +14     |
| | Izquierda Unida (IU)                                       | 540,620      | 9.78         | –15.39       | 6       | –9      |
| | Izquierda Socialista (IS)                                  | 302,110      | 5.46         | Nuevo        | 3       | +3      |
| | Frente Nacional de Trabajadores y Campesinos2 (Frenatraca) | 112,142      | 2.03         | +0.31        | 1       | ±0      |
| | Frente Popular Agrícola del Perú (Frepap)                  | 63,694       | 1.15         | Nuevo        | 0       | ±0      |
| | Somos Libres                                               | 50,430       | 0.91         | Nuevo        | 0       | ±0      |
| | Unión Cívica Independiente                                 | 45,046       | 0.81         | Nuevo        | 0       | ±0      |
| | Unión Nacional Odriísta (UNO)                              | 16,349       | 0.30         | n/a          | 0       | ±0      |
| | Movimiento de Bases Hayistas3 (MBH)                        | 13,531       | 0.25         | n/a          | 0       | –2      |
| | Frente Independiente de Retirados                          | 8,994        | 0.16         | Nuevo        | 0       | ±0      |
| | Unión Democrática                                          | 7,805        | 0.14         | Nuevo        | 0       | ±0      |
| | Agrupación Política Independiente Cooperación Nacional     | 3,969        | 0.07         | Nuevo        | 0       | ±0      |
| | Movimiento Independiente Solidaridad                       | 3,088        | 0.06         | Nuevo        | 0       | ±0      |
| | Confederación Honorífica de Lucha Organizada Independiente | 1,779        | 0.03         | Nuevo        | 0       | ±0      |
| |                                                            |              |              |              |         |         |
| | Expresidentes de la República4                             | —            | n/a          | n/a          | 2       | ±0      |
| |                                                            |              |              |              |         |         |
| Total | Total                                                      | 5,530,900    |              |              | 62      | ±0      |
| |                                                            |              |              |              |         |         |
| Votos válidos | Votos válidos                                              | 5,530,900    | 80.53        | –3.34        |         |         |
| Votos en blanco | Votos en blanco                                            | 556,511      | 8.10         | +0.59        |         |         |
| Votos nulos | Votos nulos                                                | 780,452      | 11.37        | –2.75        |         |         |
| Votos emitidos | Votos emitidos                                             | 6,867,863    | 68.59        | –18.34       |         |         |
| Abstenciones | Abstenciones                                               | 3,145,362    | 31.41        | +18.34       |         |         |
| Votantes registrados | Votantes registrados                                       | 10,013,225   |              |              |         |         |
| |                                                            |              |              |              |         |         |
| Fuente: |                                                            |              |              |              |         |         |
| Notas al pie: 1 Comparado con los resultados del Partido Popular Cristiano (dentro de la coalición Convergencia Democrática ) y Acción Popular en las elecciones de 1985. 2 Comparado con los resultados de Izquierda Nacionalista (IN) en las elecciones de 1985. 3 Dentro de la coalición Convergencia Democrática (CODE) en las elecciones de 1980. 4 Conforme al artículo 166 de la Constitución de 1979 , los expresidentes Fernando Belaúnde Terry y Alan García ocuparon sus escaños como senadores vitalicios. |                                                            |              |              |              |         |         |
| Notas al pie: |                                                            |              |              |              |         |         |
| 1 Comparado con los resultados del Partido Popular Cristiano (dentro de la coalición Convergencia Democrática) y Acción Popular en las elecciones de 1985. 2 Comparado con los resultados de Izquierda Nacionalista (IN) en las elecciones de 1985. 3 Dentro de la coalición Convergencia Democrática (CODE) en las elecciones de 1980. 4 Conforme al artículo 166 de la Constitución de 1979, los expresidentes Fernando Belaúnde Terry y Alan García ocuparon sus escaños como senadores vitalicios.                 |                                                            |              |              |              |         |         |

| \| Voto popular \| Voto popular \| Voto popular \| Voto popular \| Voto popular \| \| ------------ \| ------------ \| ------------ \| ------------ \| ------------ \| \| \| \| \| \| \| \| Fredemo \| Fredemo \| \| 32.06 % \| 32.06 % \| \| APRA \| APRA \| \| 25.09 % \| 25.09 % \| \| C90 \| C90 \| \| 21.71 % \| 21.71 % \| \| IU \| IU \| \| 9.78 % \| 9.78 % \| \| IS \| IS \| \| 5.46 % \| 5.46 % \| \| Frenatraca \| Frenatraca \| \| 2.03 % \| 2.03 % \| \| Otros \| Otros \| \| 3.87 % \| 3.87 % \| |            |  |         |         |
| Voto popular |            |  |         |         |
| |            |  |         |         |
| Fredemo | Fredemo    |  | 32.06 % | 32.06 % |
| APRA | APRA       |  | 25.09 % | 25.09 % |
| C90 | C90        |  | 21.71 % | 21.71 % |
| IU | IU         |  | 9.78 %  | 9.78 %  |
| IS | IS         |  | 5.46 %  | 5.46 %  |
| Frenatraca | Frenatraca |  | 2.03 %  | 2.03 %  |
| Otros | Otros      |  | 3.87 %  | 3.87 %  |

| \| Escaños \| Escaños \| Escaños \| Escaños \| Escaños \| \| ---------- \| ---------- \| ------- \| ------- \| ------- \| \| \| \| \| \| \| \| Fredemo \| Fredemo \| \| 33.33 % \| 33.33 % \| \| APRA \| APRA \| \| 26.67 % \| 26.67 % \| \| C90 \| C90 \| \| 23.33 % \| 23.33 % \| \| IU \| IU \| \| 10.00 % \| 10.00 % \| \| IS \| IS \| \| 5.00 % \| 5.00 % \| \| Frenatraca \| Frenatraca \| \| 1.67 % \| 1.67 % \| |            |  |         |         |
| Escaños |            |  |         |         |
| |            |  |         |         |
| Fredemo | Fredemo    |  | 33.33 % | 33.33 % |
| APRA | APRA       |  | 26.67 % | 26.67 % |
| C90 | C90        |  | 23.33 % | 23.33 % |
| IU | IU         |  | 10.00 % | 10.00 % |
| IS | IS         |  | 5.00 %  | 5.00 %  |
| Frenatraca | Frenatraca |  | 1.67 %  | 1.67 %  |

## Representantes electos
En negrita los diputados y senadores que han sido reelegidos. 

### Diputados
| Distrito electoral | Escaños | Diputados electos                               | Partido                                      | Votos   |
| ------------------ | ------- | ----------------------------------------------- | -------------------------------------------- | ------- |
| Amazonas           | 3       | Raúl Augusto Lanatta Lanatta                    | Partido Aprista Peruano                      | 4,195   |
| Amazonas           | 3       | César Augusto Olano Aguilar                     | Partido Aprista Peruano                      | 3,136   |
| Amazonas           | 3       | Manuel Antonio La Torre Bardales                | Frente Democrático                           | 2,901   |
| Áncash             | 9       | Alejandro Ponce Ramírez                         | Partido Aprista Peruano                      | 9,763   |
| Áncash             | 9       | Freddy Alberto Ghilardi Álvarez                 | Partido Aprista Peruano                      | 8,479   |
| Áncash             | 9       | Luis Gabriel Heysen Zegarra                     | Partido Aprista Peruano                      | 7,426   |
| Áncash             | 9       | Juan Gualberto Valdivia Romero                  | Partido Aprista Peruano                      | 6,800   |
| Áncash             | 9       | Freddy Renato Moreno Neglia                     | Cambio 90                                    | 9,503   |
| Áncash             | 9       | Jacinto Landeo Sarmiento                        | Cambio 90                                    | 1,625   |
| Áncash             | 9       | Luis Alberto Chú Rubio                          | Frente Democrático                           | 5,928   |
| Áncash             | 9       | Pedro Nicolás Carranza López                    | Frente Democrático                           | 4,799   |
| Áncash             | 9       | Jorge Elías Baca Luna                           | Izquierda Unida                              | 4,166   |
| Apurímac           | 3       | Clodoaldo Melitón Cano Motta                    | Izquierda Unida                              | 2,280   |
| Apurímac           | 3       | Dacio Jorge Maldonado Chirinos                  | Izquierda Unida                              | 1,937   |
| Apurímac           | 3       | Luis Fernando Bueno Quino                       | Frente Democrático                           | 2,209   |
| Arequipa           | 9       | Jaime Carlos Delgado Barreda                    | Frente Democrático                           | 17,026  |
| Arequipa           | 9       | Óscar Marco Antonio Urviola Hani                | Frente Democrático                           | 16,963  |
| Arequipa           | 9       | Juan Carlos Camacho Leyton                      | Frente Democrático                           | 12,619  |
| Arequipa           | 9       | Sebastián Fernando Ramírez Alfaro               | Partido Aprista Peruano                      | 24,828  |
| Arequipa           | 9       | Daniel Ernesto Vera Ballón                      | Partido Aprista Peruano                      | 18,245  |
| Arequipa           | 9       | Guillermo Yoshikawa Torres                      | Cambio 90                                    | 16,980  |
| Arequipa           | 9       | Gilberto Siura Céspedes                         | Cambio 90                                    | 14,878  |
| Arequipa           | 9       | Jorge Benito Velásquez Gonzales                 | Frente Nacional de Trabajadores y Campesinos | 10,008  |
| Arequipa           | 9       | Salomé Vladimiro Begazo Begazo                  | Izquierda Unida                              | 7,409   |
| Ayacucho           | 4       | Alberto Darío Valencia Cárdenas                 | Partido Aprista Peruano                      | 7,705   |
| Ayacucho           | 4       | Carlos Jesús Cappelletti Cisneros               | Partido Aprista Peruano                      | 1,405   |
| Ayacucho           | 4       | Miguel Ángel Dumet Echevarría                   | Frente Democrático                           | 1,538   |
| Ayacucho           | 4       | Mario Enrique Cavalcanti Gamboa                 | Izquierda Unida                              | 1,522   |
| Cajamarca          | 10      | Edu Gilberto Cabanillas Barrantes               | Partido Aprista Peruano                      | 7,879   |
| Cajamarca          | 10      | Francisco Palomino García                       | Partido Aprista Peruano                      | 6,252   |
| Cajamarca          | 10      | Luis Felipe Pita Gastelumendi                   | Partido Aprista Peruano                      | 4,608   |
| Cajamarca          | 10      | Walter Raúl Dávila Camacho                      | Partido Aprista Peruano                      | 3,937   |
| Cajamarca          | 10      | Carlos Justo Serapio Rivas Dávila               | Partido Aprista Peruano                      | 3,638   |
| Cajamarca          | 10      | David Guevara Soto                              | Frente Democrático                           | 5,035   |
| Cajamarca          | 10      | Miguel Ángel Alva Orlandini                     | Frente Democrático                           | 3,368   |
| Cajamarca          | 10      | Francisca Estela Juliana Izquierdo Negrón       | Frente Democrático                           | 2,858   |
| Cajamarca          | 10      | Toribia Petronila Rabanal Segura                | Izquierda Socialista                         | 2,185   |
| Cajamarca          | 10      | Wilmer Alexander Lumba Tirado                   | Izquierda Unida                              | 4,400   |
| Callao             | 7       | Gonzalo Romero de la Puente                     | Frente Democrático                           | 24,131  |
| Callao             | 7       | Luis Humberto Delgado Aparicio-Porta            | Frente Democrático                           | 17,215  |
| Callao             | 7       | Luis Humberto Giusti La Rosa                    | Frente Democrático                           | 10,491  |
| Callao             | 7       | Victoria Esperanza Paredes Sánchez              | Cambio 90                                    | 10,304  |
| Callao             | 7       | Óscar Enrique Cruzado Huby                      | Cambio 90                                    | 4,178   |
| Callao             | 7       | Luis Alberto Negreiros Criado                   | Partido Aprista Peruano                      | 14,018  |
| Callao             | 7       | Virginio Carranza Domínguez                     | Partido Aprista Peruano                      | 7,97    |
| Cusco              | 8       | Luis Roberto Villasante Colpaert                | Frente Democrático                           | 8,869   |
| Cusco              | 8       | Carlos Manuel Moscoso Perea                     | Frente Democrático                           | 8,060   |
| Cusco              | 8       | Julio Baltazar Jara Ladrón de Guevara           | Partido Aprista Peruano                      | 7,675   |
| Cusco              | 8       | Marcos Herrera Pacheco                          | Cambio 90                                    | 7,584   |
| Cusco              | 8       | José Manuel Pedro de Falla Cobeña               | Cambio 90                                    | 3,042   |
| Cusco              | 8       | Vladimiro Aníbal Zegarra Gutiérrez              | Cambio 90                                    | 2,938   |
| Cusco              | 8       | Julio Sergio Castro Gómez                       | Izquierda Unida                              | 6,202   |
| Cusco              | 8       | Bernardo Dolmos Vengoa                          | Izquierda Unida                              | 5,249   |
| Huancavelica       | 3       | Juan José Abad Cabrera                          | Frente Democrático                           | 7,011   |
| Huancavelica       | 3       | Rafael Benavides Ortiz                          | Frente Democrático                           | 2,545   |
| Huancavelica       | 3       | Alejandro Victoria Mendoza                      | Cambio 90                                    | 2,544   |
| Huánuco            | 4       | Guillermo Freire Laos                           | Frente Democrático                           | 6,686   |
| Huánuco            | 4       | Jorge Horacio Cánepa Torre                      | Frente Democrático                           | 5,613   |
| Huánuco            | 4       | Lucila Jiroko Shinsato de Shimabukuro           | Cambio 90                                    | 2,697   |
| Huánuco            | 4       | Héctor Jesús Huerto Milla                       | Partido Aprista Peruano                      | 2,692   |
| Ica                | 6       | Ismael Alberto Benavides Ferreyros              | Frente Democrático                           | 17,047  |
| Ica                | 6       | Alfredo Elías Vargas                            | Frente Democrático                           | 11,965  |
| Ica                | 6       | José Luis Oliva Sotelo                          | Partido Aprista Peruano                      | 12,019  |
| Ica                | 6       | Walter Miltón Guerrero Rodríguez                | Partido Aprista Peruano                      | 11,110  |
| Ica                | 6       | Mario Efraín Camacho Perla                      | Izquierda Unida                              | 10,427  |
| Ica                | 6       | Francisco Alfonso Pachas Carbajal               | Cambio 90                                    | 5,003   |
| Junín              | 10      | Oswaldo Benancio García Monteblanco             | Cambio 90                                    | 12,216  |
| Junín              | 10      | Hernán Guillermo Lazo Hilario                   | Cambio 90                                    | 4,539   |
| Junín              | 10      | Ramiro Juan Jiménez Aguirre                     | Cambio 90                                    | 3,571   |
| Junín              | 10      | Juana Natividad Avellaneda Soto                 | Cambio 90                                    | 3,001   |
| Junín              | 10      | José Luis Hurtado Zamudio                       | Cambio 90                                    | 2,966   |
| Junín              | 10      | Teódulo Julián Castro Villarroel                | Frente Democrático                           | 7,265   |
| Junín              | 10      | Walter Eduardo Arauco Camargo                   | Frente Democrático                           | 6,189   |
| Junín              | 10      | Víctor Andrés Guerrero Andía                    | Frente Democrático                           | 5,580   |
| Junín              | 10      | Manuel Edwin Duarte Velarde                     | Frente Democrático                           | 5,475   |
| Junín              | 10      | Aaron José Alberto Oré León                     | Partido Aprista Peruano                      | 2,511   |
| La Libertad        | 11      | Luis Santa María Calderón                       | Partido Aprista Peruano                      | 56,246  |
| La Libertad        | 11      | Víctor Raúl Lozano Ibáñez                       | Partido Aprista Peruano                      | 16,807  |
| La Libertad        | 11      | Augusto Aldave Pajares                          | Partido Aprista Peruano                      | 14,688  |
| La Libertad        | 11      | Cristóbal Manuel María Campana Delgado          | Partido Aprista Peruano                      | 13,753  |
| La Libertad        | 11      | Carlos Enrique Calderón Carvajal                | Partido Aprista Peruano                      | 11,297  |
| La Libertad        | 11      | Luis Alberto Yengle Ventura                     | Partido Aprista Peruano                      | 11,032  |
| La Libertad        | 11      | Víctor Raúl Carranza Mariños                    | Partido Aprista Peruano                      | 9,695   |
| La Libertad        | 11      | Lidia Sempértegui Grijalba                      | Partido Aprista Peruano                      | 9,001   |
| La Libertad        | 11      | David Cornejo Chinguel                          | Frente Democrático                           | 10,239  |
| La Libertad        | 11      | Iván de Riva Vegazzo                            | Frente Democrático                           | 9,434   |
| La Libertad        | 11      | Gamaniel Barreto Estrada                        | Cambio 90                                    | 2,824   |
| Lambayeque         | 8       | Luis Humberto Falla Lamadrid                    | Partido Aprista Peruano                      | 22,189  |
| Lambayeque         | 8       | Ana María Fernandini Díaz                       | Partido Aprista Peruano                      | 19,913  |
| Lambayeque         | 8       | Walter Hugo Tello Castillo                      | Partido Aprista Peruano                      | 9,963   |
| Lambayeque         | 8       | Miguel Ángel Nureña Sanguinetti                 | Partido Aprista Peruano                      | 6,984   |
| Lambayeque         | 8       | Genaro Ramón Vélez Castro                       | Partido Aprista Peruano                      | 5,266   |
| Lambayeque         | 8       | Gustavo del Solar Rojas                         | Frente Democrático                           | 14,817  |
| Lambayeque         | 8       | Ángel Miguel Bartra González                    | Frente Democrático                           | 14,338  |
| Lambayeque         | 8       | Hildebrando Salgado Cervera                     | Frente Democrático                           | 9,578   |
| Lima               | 40      | Rafael Rey Rey                                  | Frente Democrático                           | 89,818  |
| Lima               | 40      | Lourdes Celmira Rosario Flores Nano             | Frente Democrático                           | 84,874  |
| Lima               | 40      | Javier Velarde Aspíllaga                        | Frente Democrático                           | 58,660  |
| Lima               | 40      | Raúl Diez-Canseco Terry                         | Frente Democrático                           | 49,143  |
| Lima               | 40      | Javier Alonso Bedoya de Vivanco                 | Frente Democrático                           | 42,898  |
| Lima               | 40      | Mario Roggero Villena                           | Frente Democrático                           | 38,783  |
| Lima               | 40      | Enrique Alberto Ghersi Silva                    | Frente Democrático                           | 36,572  |
| Lima               | 40      | Pedro Álvaro Cateriano Bellido                  | Frente Democrático                           | 27,995  |
| Lima               | 40      | Ricardo Edmundo del Águila Morote               | Frente Democrático                           | 23,143  |
| Lima               | 40      | Xavier Rodolfo Barrón Cebreros                  | Frente Democrático                           | 22,768  |
| Lima               | 40      | Roberto Ramírez del Villar Beaumont             | Frente Democrático                           | 19,805  |
| Lima               | 40      | Aurelio Eduardo Loret de Mola Böhme             | Frente Democrático                           | 17,814  |
| Lima               | 40      | Ántero Flores-Aráoz Esparza                     | Frente Democrático                           | 17,430  |
| Lima               | 40      | Eduardo Martín Calmell del Solar Díaz           | Frente Democrático                           | 15,588  |
| Lima               | 40      | Víctor Felipe Paredes Guerra                    | Cambio 90                                    | 53,064  |
| Lima               | 40      | Felipe Oswaldo Bockos Heredia                   | Cambio 90                                    | 14,706  |
| Lima               | 40      | César Vargas Gonzales                           | Cambio 90                                    | 13,302  |
| Lima               | 40      | José Antonio Baffigo Torre                      | Cambio 90                                    | 12,700  |
| Lima               | 40      | Wilfredo Álvarez Valer                          | Cambio 90                                    | 7,265   |
| Lima               | 40      | Félix Herminio Porras Oroya                     | Cambio 90                                    | 7,078   |
| Lima               | 40      | Gerardo Giessler López Quiróz                   | Cambio 90                                    | 4,942   |
| Lima               | 40      | Roberto Moisés Miranda Moreno                   | Cambio 90                                    | 4,500   |
| Lima               | 40      | Roberto Luy Wu                                  | Cambio 90                                    | 3,587   |
| Lima               | 40      | Luis Fernando Olivera Vega                      | Frente Independiente Moralizador             | 225,550 |
| Lima               | 40      | Eduardo Felix Jorge López Therese               | Frente Independiente Moralizador             | 19,946  |
| Lima               | 40      | Dennis Miguel Falvy Valdivieso                  | Frente Independiente Moralizador             | 19,403  |
| Lima               | 40      | Jaime Picasso Salinas                           | Frente Independiente Moralizador             | 15,338  |
| Lima               | 40      | Fernando Flores-Aráoz Gratta                    | Frente Independiente Moralizador             | 8,457   |
| Lima               | 40      | Ernesto Ramón Gamarra Olivares                  | Frente Independiente Moralizador             | 7,096   |
| Lima               | 40      | Edgar Víctor Terán Iriarte                      | Frente Independiente Moralizador             | 3,885   |
| Lima               | 40      | Jorge Alfonso Alejandro del Castillo Gálvez     | Partido Aprista Peruano                      | 36,104  |
| Lima               | 40      | Carlos Roca Cáceres                             | Partido Aprista Peruano                      | 35,102  |
| Lima               | 40      | Luis Alfredo Alvarado Contreras                 | Partido Aprista Peruano                      | 34,488  |
| Lima               | 40      | Rosa Bertha Josefina Gonzales-Posada Eyzaguirre | Partido Aprista Peruano                      | 20,986  |
| Lima               | 40      | Manuel Jesús Asmat Asmad                        | Partido Aprista Peruano                      | 19,529  |
| Lima               | 40      | Wilbert Bendezú Carpio                          | Partido Aprista Peruano                      | 18,787  |
| Lima               | 40      | César Augusto Barrera Bazán                     | Izquierda Unida                              | 16,107  |
| Lima               | 40      | Ricardo Letts Colmenares                        | Izquierda Unida                              | 15,559  |
| Lima               | 40      | Manuel Enrique Dammert Ego-Aguirre              | Izquierda Socialista                         | 11,804  |
| Lima               | 40      | Esther Yolanda Moreno Huerta                    | Izquierda Socialista                         | 9,178   |
| Lima Provincias    | 9       | Víctor Andrés García Belaúnde                   | Frente Democrático                           | 7,057   |
| Lima Provincias    | 9       | Werchiman Arellano Susano                       | Frente Democrático                           | 6,520   |
| Lima Provincias    | 9       | Fausto Humberto Alvarado Dodero                 | Frente Democrático                           | 5,963   |
| Lima Provincias    | 9       | Pablo Humberto Arenas Velásquez                 | Partido Aprista Peruano                      | 13,374  |
| Lima Provincias    | 9       | Lino Amador Cerna Manrique                      | Partido Aprista Peruano                      | 6,854   |
| Lima Provincias    | 9       | Walter Mauricio Robles Rosales                  | Partido Aprista Peruano                      | 4,104   |
| Lima Provincias    | 9       | Carlos Eduardo Castillo Hoyos                   | Cambio 90                                    | 5,038   |
| Lima Provincias    | 9       | Anastasio Vega Ascensio                         | Cambio 90                                    | 2,557   |
| Lima Provincias    | 9       | Germán Gutiérrez Linares                        | Izquierda Unida                              | 2,668   |
| Loreto             | 5       | Abel Augusto Urrunaga Bartens                   | Frente Democrático                           | 14,375  |
| Loreto             | 5       | Rómulo Hernán Vásquez Alegría                   | Frente Democrático                           | 8,426   |
| Loreto             | 5       | Raúl Pereira Ríos                               | Frente Democrático                           | 7,267   |
| Loreto             | 5       | Jorge Luis Donayre Lozano                       | Movimiento Regionalista Loreto               | 18,707  |
| Loreto             | 5       | César Alejandro Zumaeta Flores                  | Partido Aprista Peruano                      | 7,326   |
| Madre de Dios      | 1       | Eduardo Salhuana Cavides                        | Izquierda Unida                              | 4,035   |
| Moquegua           | 1       | Julio Ernesto Díaz Palacios                     | Izquierda Unida                              | 15,185  |
| Pasco              | 2       | León Bernuy Espinoza                            | Frente Democrático                           | 12,967  |
| Pasco              | 2       | Óscar Raúl Contreras Idrogo                     | Frente Democrático                           | 2,673   |
| Piura              | 11      | José Eugenio Aguilar Santisteban                | Partido Aprista Peruano                      | 17,514  |
| Piura              | 11      | César Trelles Lara                              | Partido Aprista Peruano                      | 9,697   |
| Piura              | 11      | Martha Isabel Peralta de Ruiz                   | Partido Aprista Peruano                      | 9,331   |
| Piura              | 11      | José Carlos Carrasco Távara                     | Partido Aprista Peruano                      | 9,245   |
| Piura              | 11      | Jorge Valentín Poma Siancas                     | Partido Aprista Peruano                      | 9,153   |
| Piura              | 11      | Miguel Ángel Ciccia Vásquez                     | Frente Democrático                           | 15,728  |
| Piura              | 11      | José Manuel Tejero Franco                       | Frente Democrático                           | 10,238  |
| Piura              | 11      | Constantino Conrado Colona Valdez               | Frente Democrático                           | 9,138   |
| Piura              | 11      | Armando Raúl Burneo Seminario                   | Frente Democrático                           | 8,600   |
| Piura              | 11      | César Esteban Rojas Tafur                       | Izquierda Unida                              | 7,424   |
| Piura              | 11      | Hebert Távara Córdova                           | Izquierda Socialista                         | 4,464   |
| Puno               | 8       | Mario Tito Soto Godoy                           | Cambio 90                                    | 9,239   |
| Puno               | 8       | Gabino Tirso Vargas Vargas                      | Cambio 90                                    | 3,957   |
| Puno               | 8       | Enrique Chucuya Vilca                           | Cambio 90                                    | 3,686   |
| Puno               | 8       | Pedro Reynaldo Cáceres Velásquez                | Frente Nacional de Trabajadores y Campesinos | 10,059  |
| Puno               | 8       | Pascual Arhuata Coarita                         | Frente Nacional de Trabajadores y Campesinos | 4,378   |
| Puno               | 8       | Julián Isaac Barra Catacora                     | Partido Aprista Peruano                      | 4,389   |
| Puno               | 8       | Alberto Eugenio Quintanilla Chacón              | Izquierda Unida                              | 4,507   |
| Puno               | 8       | Daniel Quispe Machaca                           | Frente Democrático                           | 4,138   |
| San Martín         | 3       | Geno Rommel Ruiz Reátegui                       | Frente Democrático                           | 20,117  |
| San Martín         | 3       | Blanca Rocha Díaz de Janz                       | Frente Democrático                           | 13,098  |
| San Martín         | 3       | Alfredo Roger Montalvo Cáceres                  | Partido Aprista Peruano                      | 8,744   |
| Tacna              | 2       | Jorge León Flores Torres                        | Frente Tacneñista                            | 15,872  |
| Tacna              | 2       | Federico Felix Nieto Becerra                    | Frente Democrático                           | 7,113   |
| Tumbes             | 1       | Franklin Humberto Sánchez Ortíz                 | Partido Aprista Peruano                      | 14,968  |
| Ucayali            | 2       | Juan Miguel Séptimo Pérez del Castillo          | Acuerdo Popular                              | 14,547  |
| Ucayali            | 2       | Alberto Rivera Fernández                        | Frente Democrático                           | 12,107  |

### Senadores
| Distrito Electoral | Escaños | Senadores electos                                           | Partido                                      | Votos   |
| ------------------ | ------- | ----------------------------------------------------------- | -------------------------------------------- | ------- |
| Distrito Único     | 60      | Felipe Enrique Osterling Parodi                             | Frente Democrático                           | 160,281 |
| Distrito Único     | 60      | Raúl Enrique José Ferrero Costa                             | Frente Democrático                           | 155,571 |
| Distrito Único     | 60      | Miguel Federico Vega Alvear                                 | Frente Democrático                           | 152,761 |
| Distrito Único     | 60      | Manuel Isidro Moreyra Loredo                                | Frente Democrático                           | 103,116 |
| Distrito Único     | 60      | Alberto Alfonso Borea Odría                                 | Frente Democrático                           | 89,589  |
| Distrito Único     | 60      | Juan Victoriano Incháustegui Vargas                         | Frente Democrático                           | 87,451  |
| Distrito Único     | 60      | Martha Beatriz Merino Lucero                                | Frente Democrático                           | 73,428  |
| Distrito Único     | 60      | Rafael Luis Belaúnde Aubry                                  | Frente Democrático                           | 65,446  |
| Distrito Único     | 60      | Ricardo Vega Llona                                          | Frente Democrático                           | 57,611  |
| Distrito Único     | 60      | Luis Guilermo Bedoya de Vivanco                             | Frente Democrático                           | 56,692  |
| Distrito Único     | 60      | Javier Alva Orlandini                                       | Frente Democrático                           | 55,455  |
| Distrito Único     | 60      | Sandro Tiziano Mariátegui Chiappe                           | Frente Democrático                           | 46,941  |
| Distrito Único     | 60      | Gastón Rodrigo Acurio Velarde                               | Frente Democrático                           | 45,563  |
| Distrito Único     | 60      | Miguel Cruchaga Belaúnde                                    | Frente Democrático                           | 45,003  |
| Distrito Único     | 60      | Jorge Bernardo Torres Vallejo                               | Frente Democrático                           | 34,966  |
| Distrito Único     | 60      | Luis José María Bustamante Belaúnde                         | Frente Democrático                           | 34,294  |
| Distrito Único     | 60      | Manuel Ulloa Elías                                          | Frente Democrático                           | 32,421  |
| Distrito Único     | 60      | Andrés Alfonso Cardó Franco                                 | Frente Democrático                           | 30,352  |
| Distrito Único     | 60      | Moisés Woll Dávila                                          | Frente Democrático                           | 30,032  |
| Distrito Único     | 60      | José Tomás Gonzales Reátegui                                | Frente Democrático                           | 28,890  |
| Distrito Único     | 60      | Mercedes Cabanillas Bustamante                              | Partido Aprista Peruano                      | 328,714 |
| Distrito Único     | 60      | Luis Alberto Sánchez Sánchez                                | Partido Aprista Peruano                      | 211,151 |
| Distrito Único     | 60      | Armando Villanueva del Campo                                | Partido Aprista Peruano                      | 73,685  |
| Distrito Único     | 60      | Abel Hernán Salinas Izaguirre                               | Partido Aprista Peruano                      | 62,933  |
| Distrito Único     | 60      | Javier Maximiliano Hipólito Valle-Riestra González-Olaechea | Partido Aprista Peruano                      | 53,507  |
| Distrito Único     | 60      | José Augusto Barba Caballero                                | Partido Aprista Peruano                      | 40,543  |
| Distrito Único     | 60      | Humberto Carranza Piedra                                    | Partido Aprista Peruano                      | 35,125  |
| Distrito Único     | 60      | Absalón Alarcón Bravo de Rueda                              | Partido Aprista Peruano                      | 62,933  |
| Distrito Único     | 60      | Eugenio Chang Cruz                                          | Partido Aprista Peruano                      | 21,889  |
| Distrito Único     | 60      | Lucio Oswaldo Abensur Pérez                                 | Partido Aprista Peruano                      | 19,266  |
| Distrito Único     | 60      | Jorge Sixto Lozada Stanbury                                 | Partido Aprista Peruano                      | 17,370  |
| Distrito Único     | 60      | David Sifuentes Ibarra                                      | Partido Aprista Peruano                      | 17,204  |
| Distrito Único     | 60      | José Ernesto Linares Gallo                                  | Partido Aprista Peruano                      | 16,585  |
| Distrito Único     | 60      | Benigno Hildebrando Chirinos Sotelo                         | Partido Aprista Peruano                      | 16,102  |
| Distrito Único     | 60      | Guillermo Antonio Baca Aguinaga                             | Partido Aprista Peruano                      | 14,584  |
| Distrito Único     | 60      | Romualdo Gustavo Biaggi Rodríguez                           | Partido Aprista Peruano                      | 13,241  |
| Distrito Único     | 60      | Máximo San Román Cáceres                                    | Cambio 90                                    | 79,604  |
| Distrito Único     | 60      | Julián Bustamante Cabello                                   | Cambio 90                                    | 56,718  |
| Distrito Único     | 60      | Víctor Javier Arroyo Cuyubamba                              | Cambio 90                                    | 23,200  |
| Distrito Único     | 60      | Luis Efraín Vivanco Amorín                                  | Cambio 90                                    | 20,379  |
| Distrito Único     | 60      | Irma Alicia Bustamante Morales                              | Cambio 90                                    | 10,323  |
| Distrito Único     | 60      | Fernando Maximiliano Santolaya Silva                        | Cambio 90                                    | 7,741   |
| Distrito Único     | 60      | Ana Rosa Kanashiro de Escalante                             | Cambio 90                                    | 7,705   |
| Distrito Único     | 60      | Eulogio Cárdenas Salazar                                    | Cambio 90                                    | 7,640   |
| Distrito Único     | 60      | Oswaldo Lescano Peralta                                     | Cambio 90                                    | 7,455   |
| Distrito Único     | 60      | Luis Alberto Gazzolo Miano                                  | Cambio 90                                    | 5,825   |
| Distrito Único     | 60      | Santiago Pacheco Gaitán                                     | Cambio 90                                    | 5,619   |
| Distrito Único     | 60      | Daniel Bocanegra Barreto                                    | Cambio 90                                    | 5,513   |
| Distrito Único     | 60      | Justo Germán Escalante Bolaños                              | Cambio 90                                    | 5,361   |
| Distrito Único     | 60      | Elmer Evangelista Sánchez                                   | Cambio 90                                    | 4,737   |
| Distrito Único     | 60      | Javier Ernesto Diez-Canseco Cisneros                        | Izquierda Unida                              | 63,086  |
| Distrito Único     | 60      | Jorge del Prado Chávez                                      | Izquierda Unida                              | 51,329  |
| Distrito Único     | 60      | Jorge Hurtado Pozo                                          | Izquierda Unida                              | 31,353  |
| Distrito Único     | 60      | Carlos Alberto Malpica Silva-Santisteban                    | Izquierda Unida                              | 25,779  |
| Distrito Único     | 60      | Gustavo Mohme Llona                                         | Izquierda Unida                              | 25,109  |
| Distrito Único     | 60      | Ángel Hugo Blanco Galdós                                    | Izquierda Unida                              | 20,820  |
| Distrito Único     | 60      | Enrique Martín Bernales Ballesteros                         | Izquierda Socialista                         | 56,677  |
| Distrito Único     | 60      | Jaime Francisco Guerra-García Cueva                         | Izquierda Socialista                         | 29,839  |
| Distrito Único     | 60      | Segundo Edmundo Murrugarra Florian                          | Izquierda Socialista                         | 15,113  |
| Distrito Único     | 60      | Roger Enrique Cáceres Velásquez                             | Frente Nacional de Trabajadores y Campesinos | 26,002  |